# رودخانه (رودبار)
رودخانه، روستایی واقع در دهستان دشتویل در بخش رحمت‌آباد و بلوکات شهرستان رودبار در استان گیلان ایران است و بر اساس وضعیت طبیعی روستاهای ایران، در طبقه‌بندی کوهستانی، دره ای یا تپه ای قرار می‌گیرد.
روستای رودخانه دارای یک رود پرآب است که از جنگل‌های دگا سر چشمه می‌گیرد. اگرچه آب این رود قابل نوشیدن نیست، با این حال آب مورد نیاز برای استفاده در مزارع را تأمین می‌کند.
در انتهای این رود که در ورودی روستا قرار گرفته، رود دیگری از سمت دهستان دشتویل به این رودخانه روانه می‌شود. به محل برخورد دو رودخانه که در ورودی روستا است، دو آب می‌گویند. دلیل این نامگذاری این است که آب رودخانه ای که از سمت دهستان دشتویل روانه می‌شود با آب رودخانه‌ای که از سمت روستای رودخانه روان می‌شود، در یک محل با هم برخورد می‌کنند و به این دلیل به آن دو آب می‌گویند. معمولاً آب رودی که از سمت دهستان دشتویل روانه می‌شود گل‌آلودتر و کثیف‌تر است.
شغل اصلی مردم روستای رودخانه دامپروری و کشاورزی می‌باشد. روستای رودخانه شالیزارهای فراوانی دارد که نیازهای مردم را برطرف می‌کند. مردان و زنان روستا، کار شالیکاری را از اردیبهشت و خرداد آغاز و در ماه شهریور برداشت می‌کنند. به دلیل داشتن آب شیرین و تمیز روستا، محصولاتی چون برنج، بسیار خوش طعم و بو است. البته روستای رودخانه زمین‌های دیگری نیز برای کشاورزی دارد که فقط در آن‌ها گندم، جو و … کشت می‌گردد. در روستای رودخانه باغ‌هایی وجود دارد که معمولاً درختان گردو این باغ‌ها را پوشش داده‌است. همچنین درختانی چون انار، زیتون، آلو، خرمالو، گلابی، سیب و فندق نیز در این روستا وجود دارد.
یک زمین کشاورزی در کوه رو به روی روستا (کوه کولیدهان) واقع گردیده‌است. منطقه دیگری بالاتر از روستای رودخانه واقع شده که به آن تاداربن و بخش دیگری از آن به نام سینه زمین نامیده می‌شود.
روستای رودخانه دارای قدمت بسیار زیادی است که احتمالاً به پیش از ورود آریاییها می‌رسد، اما درحدود سال ۱۱۰۰ هجری شمسی، به علت حمله (منطقه ای است به نام کوشاندیه که وجه تسمیه آن کشتنگاه است و همچنین وجود استخوان‌هایی که از آسیب‌های ناشی از جنگ مرده‌اند، یکی از دلایل این پیش‌بینی است؛ اما پیروزی یا شکست این روستا درآن مشخص نیست) یا بیماری، کل مردم این روستا که بالِغ بر دویست خانواده بودند از بین می‌رود و این روستا که در منطقه رحمت آباد دارای ویژگی‌های خاص برای زندگی بوده (وجود آب فراوان که از چشمه‌های مختلف سرچشمه می‌گرفت، مناطق ییلاقی گسترده (مانند حسن دره) و امکان دفاع به علت دره ای بودن منطقه و … خالی از سکنه می‌گردد (بهمین دلیل از تاریخ این مقطع اطلاعات خاصی در دسترس نیست). تا زمانی که کم‌کم مردم غالباً تات از منطقه طالقان به این سمت کوچ می‌کنند و سبب شکل‌گیری دوباره این روستا می‌گردند.
بعضی از آثار بدست آمده در این منطقه با حدود سه هزار سال قدمت برآورد می‌گردد و وجود زرتشتیان نیز به اثبات رسیده‌است.
نقشه روستای رودخانه

## مکان‌های تاریخی، مذهبی و گردشگری روستای رودخانه
- بقعه متبرکه امامزاده محمد (ع) (امامزاده پیر محمد)؛ در جوار امامزاده این روستا درختی تنومند، قطور و بزرگ قرار دارد. این درخت، درخت سرو یا همان (زربین) است. شنیده‌ها حاکی از آن است که این درخت متعلق به دوره امامزاده محمد (ع) است.امامزاده محمد (ع) عصای چوبی خود را در رودخانه و سپس در خاک فرو می‌برند. ایشان سپس همان‌جا به خواب رفته و رحلت می‌کنند. عصای چوبی ایشان به درخت تبدیل شده که تاکنون باقی مانده‌است.
- رودخانه روان و تمیزی که محلی برای شنا و آب‌بازی بچه‌ها است.
- منطقه بکر و زیبای تاداربن که نمایی به جنگل‌های دگا دارد و فضایی لذت بخش را به وجود می‌آورد.
- مسجد صاحب الزمان (عج).
- جنگل ییلاقی حسن دره.
- منطقه تاریخی کوشاندیه.

## وضعیت آب و هوای روستای رودخانه
وضعیت لحظه ای دما، رطوبت و وزش باد در روستای رودخانه

## اطلاعات سرشماری و جمعیتی روستای رودخانه
براساس سرشماری مرکز آمار ایران:
در سال ۱۳۴۵:
- جمعیت روستای رودخانه، ۱۴۷ نفر (۳۲ خانوار) بوده‌است؛ راه ارتباطی روستای رودخانه، از نوع مالرو بوده‌است؛ مهم‌ترین منبع تأمین آب زراعی روستای رودخانه، از طریق آب رودخانه بوده‌است؛ عمده محصولات کشاورزی و باغی روستای رودخانه، شامل برنج، جو، گندم، انار و انگور بوده‌است؛ امکانات و تأسیسات عمده روستای رودخانه، شامل مسجد، سپاهی دانش، انجمن ده، کدخدا، آسیاب آرد، رادیو و خرده فروشی بوده‌است؛ مجموع تعداد دام روستای رودخانه، حدود ۲۲۷ رأس بوده‌است.
در سال ۱۳۵۵:
- جمعیت روستای رودخانه، ۲۱۶ نفر (۴۴ خانوار) بوده‌است؛ راه ارتباطی روستای رودخانه، از نوع جیپ رو بوده‌است؛ امکانات و تأسیسات عمده روستای رودخانه، شامل دبستان، امامزاده و آسیاب آرد بوده‌است.
در سال ۱۳۶۵:
- جمعیت روستای رودخانه، ۲۸۳ نفر (۴۵ خانوار) بوده‌است.
- جمعیت بالای ۶ سال روستای رودخانه، ۲۳۶ نفر بوده‌است؛ جمعیت باسواد روستای رودخانه، ۱۵۴ نفر بوده‌است؛ جمعیت شاغل روستای رودخانه، ۶۸ نفر بوده‌است؛ راه ارتباطی روستای رودخانه، از نوع جاده شوسه بوده‌است؛ عمده فعالیت در روستای رودخانه، شامل زراعت، باغداری، دامداری و دامپروری، پرورش طیور و پرورش زنبورعسل بوده‌است؛ امکانات و تأسیسات عمده روستای رودخانه، شامل شورای اسلامی روستایی، آب لوله‌کشی و دسترسی به وسیله نقلیه عمومی در روستا بوده‌است؛ مجموع تعداد دام روستای رودخانه، حدود ۴۸۰ رأس بوده‌است.
- در سال ۱۳۸۵، جمعیت این روستا ۱۰۹ نفر (۳۴خانوار) بوده‌است.
- در سال ۱۳۹۰، جمعیت این روستا ۹۶ نفر (۳۱ خانوار) بوده‌است.
- بر اساس سرشماری عمومی نفوس و مسکن در سال ۱۳۹۵، در حال حاضر جمعیت این روستا ۱۲۸ نفر (۴۴ خانوار) سکنه دائمی می‌باشد.

## فاصله روستای رودخانه تا نقاط مهم
- فاصله تا تهران: ۲۸۷ کیلومتر.
- فاصله تا رشت: ۶۰ کیلومتر.
- فاصله تا توتکابن: ۱۰ کیلومتر.
- فاصله تا رستم‌آباد: ۱۳ کیلومتر.
- فاصله تا رودبار: ۲۷ کیلومتر.
- فاصله تا آزادراه تهران - رشت: ۱۰ کیلومتر.
- فاصله تا ایستگاه راه‌آهن رستم‌آباد: ۱۳ کیلومتر.
- فاصله تا فرودگاه رشت: ۷۶ کیلومتر.
- فاصله تا پمپ بنزین دشتویل: ۳/۵ کیلومتر.

## رسانه روستای رودخانه
صفحه رسمی روستای رودخانه در اینستاگرام rudkhane_gilan